# 민족문제연구소의 친일인명사전 수록자 명단 - 군
민족문제연구소의 친일인명사전 수록예정자 명단 - 군은 2008년 민족문제연구소가 발표한 친일인명사전 수록예정자 명단 중 군 분야에 분류된 이들의 명단이다.

## 군 분야 목록 (387명)

### 가
| - 강기태 (姜琪泰) - 강동렬 (姜東烈) - 강병일 (姜炳一) - 강석호 (姜錫祜) - 강영태 (姜永泰) - 강재순 (姜在淳) - 강재호 (姜在浩) - 강창선 (姜昌善) - 강태민 (姜泰敏) - 강필룡 (姜弼龍) - 강필우 (康弼祐) - 강혁신 (姜革新) - 강흥약 (姜興躍) - 계병로 (桂炳輅) - 계인수 (桂仁洙) - 고경수 (高鯨秀) - 고기범 (高起範) - 고병억 (高秉億) - 고영균 (高永均) - 고준봉 (高俊峰) - 고준열 (高俊烈) - 구동욱 (具東旭) - 구학서 (具鶴書) - 권승록 (權承祿) - 권영한 (權寧漢) - 권인채 (權仁采) - 권정식 (權靖植) - 권태한 (權泰翰) - 권희수 (權熙秀) - 김경천 (金京天) - 김광언 (金廣言) - 김교선 (金敎先) - 김기백 (金基伯) - 김기원 (金基元) - 김기주 (金起洲) - 김기호 (金基鎬) - 김대식 (金大植) - 김동하 (金東河) | - 김명덕 (金明德) - 김묵 (金默) - 김민규 (金敏奎) - 김백일 (金白一) - 김복연 (金福連) - 김부갑 (金富甲) - 김사석 (金思錫) - 김석람 (金錫嵐) - 김석범 (金錫範) - 김석원 (金錫源) - 김석원 (金錫源) - 김성규 (金聖奎) - 김성운 (金聲雲) - 김성훈 (金成勳) - 김송 - 김송산 (金松山) - 김순길 (金順吉) - 김신도 (金信道) - 김안도 (金安燾) - 김영 (金瑛) - 김영각 (金永珏) - 김영록 (金永祿) - 김영수 (金泳秀) - 김영철 (金永哲) - 김영택 (金永澤) - 김영한 (金靈漢) - 김옥기 (金玉琪) - 김용국 (金龍國) - 김용기 (金龍紀) - 김용헌 (金龍憲) - 김용호 (金龍虎) - 김원기 (金元起) - 김응남 (金應男) - 김응선 (金應善) - 김응조 (金應祚) | - 김인성 (金鱗聖) - 김인욱 (金仁旭) - 김일운 (金一云) - 김일환 (金一煥) - 김임석 (金任錫) - 김재명 (金在明) - 김재풍 (金在豊) - 김정렬 (金貞烈) - 김정일 (金貞一) - 김정호 (金正晧) - 김정희 (金貞熙) - 김종석 (金鍾碩) - 김종식 (金鍾植) - 김종원 (金鍾植) - 김주찬 (金周贊) - 김준원 (金埈元) - 김중규 (金重圭) - 김진길 (金振吉) - 김진무 (金振武) - 김진창 (金振昌) - 김창규 (金昌圭) - 김창룡 (金昌龍) - 김천흥 (金天興) - 김철남 (金鐵男) - 김청송 (金靑松) - 김최길 (金崔吉) - 김충남 (金忠男) - 김치반 (金致斑) - 김태원 (金泰元) - 김학원 (金學元) - 김해도 (金海濤) - 김현묵 (金賢默) - 김형섭 (金亨燮) - 김호량 (金鎬樑) - 김홍준 (金洪俊) - 김희선 (金羲善) - 관료 - 김희초 (金希超) |

### 나
| - 나흥순 (羅興淳) - 남우현 (南宇鉉) | - 남희철 (南熙喆) | - 노태순 (盧泰順) |

### 다
| - 도일평 (都一平) |

### 마
| - 마동악 (馬東嶽) - 문용채 (文容彩) | - 문이정 (文履禎) | - 민덕호 (閔德鎬) |

### 바
| - 박동균 (朴東均) - 박동준 (朴東俊) - 박동춘 (朴東春) - 박두영 (朴斗榮) - 중추원, 해외 - 박문병 (朴文炳) - 박범집 (朴範集) - 박병두 (朴炳斗) - 박봉조 (朴奉祚) - 박성도 (朴成道) - 박승훈 (朴勝薰) - 박영철 (朴榮喆) - 중추원, 관료, 친일단체 - 박요섭 (朴堯燮) - 박원석 (朴元錫) | - 박임항 (朴林恒) - 박재흥 (朴在興) - 박정희 (朴正熙) - 박준호 (朴準顥) - 박창하 (朴昌夏) - 박춘식 (朴春植) - 박태희 (朴泰熙) - 박풍조 (朴風祚) - 방득관 (方得官) - 방문수 (方文秀) - 방영주 (方泳柱) - 방원철 (方圓哲) | - 방인섭 (方仁燮) - 방태욱 (方泰旭) - 백겸 (白謙) - 백경춘 (白慶春) - 백문린 (白文麟) - 백선엽 (白善燁) - 백세걸 (白世傑) - 백인섭 (白仁燮) - 백인준 (白仁俊) - 백창기 (白昌基) - 백홍석 (白洪錫) |

### 사
| - 서일보 (徐日寶) - 서정필 (徐廷弼) - 석석봉 (石錫峰) - 석주암 (石主岩) - 석희봉 (石希峰) - 선우갑 (鮮于甲) - 경찰 | - 손병일 (孫炳日) - 송석구 (宋錫九) - 송석하 (宋錫夏) - 송오송 (宋鰲松) - 송진탁 (宋振鐸) - 신봉균 (申奉均) - 신상묵 (辛相默) | - 신상철 (申尙澈) - 신우균 (申羽均) - 신응균 (申應均) - 신태영 (申泰英) - 신학진 (申鶴鎭) - 신현준 (申鉉俊) - 심의진 (沈宜震) |

### 아
| - 안광수 (安光銖) - 안병범 (安秉範) - 안영길 (安永吉) - 안영치 (安永恥) - 안옥기 (安玉琪) - 안익조 (安益祚) - 안홍도 (安洪濤) - 양국진 (楊國鎭) - 양대진 (楊大鎭) - 양진동 (楊振東) - 어담 (魚潭) - 중추원 - 엄주명 (嚴柱明) - 친일단체 - 염창섭 (廉昌燮) - 해외 - 오규범 (吳圭範) - 오명복 (吳命福) - 오문강 (吳文剛) - 오세훈 (吳世勳) - 오준걸 (吳俊杰) - 오진영 (吳璡泳) - 왕유식 (王瑜植) - 우종현 (禹鍾鉉) - 원용국 (元容國) - 원용덕 (元容德) - 유경식 (兪京植) - 유관희 (柳寬熙) - 유광렬 (劉光烈) - 유기성 (柳冀聖) - 유병권 (劉秉權) - 유승렬 (劉升烈) - 유영림 (劉英林) - 유원식 (兪原植) - 유원효 (柳元孝) - 유재흥 (劉載興) - 윤국상 (尹國祥) - 윤덕병 (尹悳炳) - 윤상필 (尹相弼) - 해외 - 윤송남 (尹松男) - 윤수현 (尹秀鉉) - 윤춘근 (尹春根) - 윤태일 (尹泰日) | - 이각 (李珏) - 이강우 (李絳宇) - 이광원 (李光源) - 이국권 (李國權) - 이규일 (李圭一) - 이근묵 (李根默) - 이기건 (李奇建) - 이기영 (李琦榮) - 이대영 (李大永) - 이덕순 (李德淳) - 이덕진 (李德振) - 이동암 (李東岩) - 이동준 (李東俊) - 해외 - 이두만 (李斗萬) - 이명세 (李明世) - 이명신 (李明新) - 이문악 (李文岳) - 이병건 (李秉建) - 이병교 (李秉喬) - 이병권 (李秉權) - 이병규 (李秉規) - 이병주 (李丙冑) - 이봉수 (李鳳洙) - 이봉춘 (李逢春) - 이상렬 (李相烈) - 이상묵 (李相默) - 이상진 (李尙振) - 이선풍 (李宣豊) - 이성림 (李成林) - 이송승 (李松升) - 이순 (李淳) - 이승녕 (李升寧) - 이승칠 (李承七) - 관료 - 이영걸 (李英杰) - 이영산 (李永山) - 이영춘 (李英春) - 이용문 (李龍文) - 이용성 (李龍星) - 이용원 (李容洹) - 이용호 (李龍昊) | - 이용호 (李龍虎) - 이원춘 (李元春) - 이원형 (李元衡) - 해외 - 이응구 (李應九) - 이응준 (李應俊) - 이의풍 (李宜豊) - 관료 - 이일신 (李日新) - 이재기 (李再起) - 이제규 (李濟奎) - 이제정 (李濟禎) - 이종성 (李鍾聲) - 이종찬 (李鍾贊) - 이주일 (李周一) - 이준 (李俊) - 이준섭 (李俊燮) - 이집룡 (李集龍) - 이천택 (李天擇) - 이청갑 (李淸甲) - 이춘성 (李春城) - 이춘원 (李春元) - 이학래 (李學來) - 이학문 (李鶴汶) - 이한림 (李翰林) - 이해봉 (李海奉) - 이형근 (李亨根) - 이형석 (李炯錫) - 이호연 (李浩然) - 이호진 (李浩鎭) - 이흥국 (李興國) - 이흥권 (李興權) - 이희겸 (李喜謙) - 이희두 (李熙斗) - 이희태 (李熙台) - 임달수 (林達洙) - 임병규 (林秉圭) - 임병두 (林炳斗) - 임재춘 (林在春) - 임충식 (任忠植) |

### 자
| - 장기섭 (張基燮) - 장기승 (張基承) - 장기춘 (張箕春) - 장기형 (張璣衡) - 장석윤 (張錫倫) - 장성환 (張星煥) - 장수암 (張秀岩) - 장연용 (張硯鏞) - 장연창 (張然昌) - 장영석 (張永錫) - 장유근 (張裕根) - 장택민 (張澤民) - 장효봉 (張曉峯) - 전길룡 (全吉龍) - 전남규 (全南奎) | - 전영헌 (全永憲) - 전원상 (田源上) - 정래혁 (丁來赫) - 정상수 (鄭祥秀) - 정세진 (丁世鎭) - 정운홍 (鄭雲鴻) - 정은용 (鄭殷鎔) - 정일권 (丁一權) - 정일평 (鄭一平) - 정해붕 (鄭海鵬) - 정현 (鄭炫) - 정훈 (鄭勳) - 조경성 (趙景城) - 조대호 (趙大鎬) - 수작/습작 | - 조동윤 (趙東潤) - 수작/습작 - 조명륜 (趙明倫) - 조병권 (趙秉權) - 조성근 (趙性根) - 중추원 - 조성엽 (趙成曄) - 조영원 (趙永遠) - 조용구 (趙龍九) - 주선갑 (朱先甲) - 주영걸 (朱英杰) - 주재준 (朱在俊) - 지인태 (池麟泰) - 지장화 (池章華) - 지진국 (池振國) - 지치룡 (池治龍) |

### 차
| - 차만재 (車萬載) - 차명환 (車明煥) - 채낙순 (蔡洛珣) - 채병덕 (蔡秉德) - 채청송 (蔡靑松) - 최경만 (崔慶萬) - 최구룡 (崔九龍) - 최귀창 (崔貴昌) - 최기청 (崔基청) - 최남근 (崔楠根) | - 최명하 (崔鳴夏) - 최병혁 (崔炳革) - 최복수 (崔福洙) - 최세창 (崔世昌) - 최수부 (崔秀夫) - 최승업 (崔承業) - 최우석 (崔友石) - 최재범 (崔在範) - 최재범 (崔在範) - 해외 - 최재항 (崔在恒) - 해외 | - 최정근 (崔貞根) - 최주종 (崔周鍾) - 최진창 (崔振昌) - 최창륜 (崔昌崙) - 최창식 (崔昌植) - 최창언 (崔昌彦) - 최철근 (崔哲根) - 최충의 (崔忠義) - 최학진 (崔學珍) |

### 타
- 태용범 (太鎔範)

### 하
| - 한광두 (韓光斗) - 한기걸 (韓基杰) - 한왕룡 (韓王龍) - 한용현 (韓鏞顯) - 한천봉 (韓天鳳) | - 허수병 (許樹屛) - 허영록 (許永祿) - 홍무 (洪武) - 홍문과 (洪文科) - 홍사익 (洪思翊) | - 홍청파 (洪淸波) - 황검추 (黃劍秋) - 황대천 (黃大千) - 황치삼 (黃致三) |

## 같이 보기
- 친일파 708인 명단 - 조선총독부 군인
- 대한민국 정부 발표 친일반민족행위자 명단 - 통치 기구
- 육군사관학교 (일본)